# Valprato Soana
Valprato Soana (arpità Vâlprât) és un municipi italià, situat a la ciutat metropolitana de Torí, a la regió del Piemont. L'any 2007 tenia 127 habitants. Està situat a la Vall Soana, una de les Valls arpitanes del Piemont. Limita amb els municipis Champorcher, Cogne, Ronco Canavese, Traversella i Vico Canavese.

## Administració
| Període | Identitat                | Partit        |
| ------- | ------------------------ | ------------- |
| 2006-   | Silvano Edoardo Crosasso | Llista cívica |